# Аджаташатру
Аджаташа́тру (493 до н. е. — 461 до н. е.) — давньоіндійський раджа держави Маґадга. Син Бімбісари. Сучасник Гаутами.

## Життєпис
Здобув престол, убивши свого батька. Перетворив свою державу на наймогутнішу політію північної Індії. Підкорив держави Кошала і Вайшалі. Заснував місто Паталіпутра для боротьби з державою Аванті.
У буддистських джерелах постає покровителем буддизму; в джайністських — джайнізму.
У пізніх Упанішадах згадується як правитель-кшатрій, що перевершував брахманів мудрістю та повчав їх щодо природи атмана.